# Jordi Faulí i Oller
Jordi Faulí i Oller   (Barcelona, 30 de setembre de 1959) és un arquitecte català, titulat el 1992. És l'actual arquitecte director i coordinador del Temple Expiatori de la Sagrada Família.
En la seva joventut va ser membre dels equips directius de Minyons Escoltes i Guies de Catalunya.
El 1990 es va incorporar a les obres del temple dintre de l'equip dirigit per Jordi Bonet i Armengol.
Es va doctorar el 2009 amb una tesi sobre la continuïtat i composició a les columnes i voltes del Temple de la Sagrada Família.
El 2012 va substituir Jordi Bonet com a Arquitecte Coordinador i Director de les obres, per encàrrec del patronat de la Junta Constructora del Temple Expiatori de la Sagrada Família.
És autor de La Basílica de la Sagrada Família (2004 i 2016), Petita història de la Sagrada Família (2010), Sagrada Familia: Opus Magnum de Gaudí (2012), amb Joan Bassegoda i Nonell, Jordi Bonet i Etsuro Sotoo) i Les Naus de la Sagrada Família (2014) amb Ramon Espel, Mark Burry, Jordi Coll i Josep Gómez.
Premi Ciutat de Barcelona 2010 d'Arquitectura i Urbanisme, amb la resta de la Direcció Facultativa de les obres de la Sagrada Família.
Acadèmic numerari de l'Acadèmia de Belles Arts de Sant Jordi, i membre numerari de l'Institut d'Estudis Catalans.